# Stanhopea novogaliciana
Stanhopea novogaliciana är en orkidéart som beskrevs av S.Rosillo. Stanhopea novogaliciana ingår i släktet Stanhopea och familjen orkidéer. Inga underarter finns listade i Catalogue of Life.